# Saarinen (sjö i Pielavesi, Norra Savolax)
Saarinen är en sjö i kommunen Pielavesi i landskapet Norra Savolax i Finland. Sjön ligger 106,4 meter över havet. Den är 10 meter djup. Arean är 1,25 kvadratkilometer och strandlinjen är 9,02 kilometer lång. Sjön  ingår i Kymmene älvs huvudavrinningsområde.   Den ligger omkring 57 kilometer nordväst om Kuopio och omkring 350 kilometer norr om Helsingfors. 
I sjön finns öarna Kalliosaari och Selkäsaari. 